# Otto Karl Werckmeister
Otto Karl Werckmeister (* 26. April 1934 in Berlin; † 7. Juni 2023), auch O. K. Werckmeister bzw. O.-K. Werckmeister, war ein deutscher Kunsthistoriker und Autor. Er war emeritierter Professor für Kunstgeschichte.

## Leben und Werk
Otto Karl Werckmeister wurde als Kind des Kunsthändlers Karl Werckmeister und der Künstlerin Rose Petzold 1934 in Berlin geboren. Er studierte Kunstgeschichte, Philosophie und Neuere deutsche Literatur an der Freien Universität Berlin, wo er 1958 mit einer Arbeit über spätkarolingische Goldreliefs promoviert wurde. 1961–1962 erhielt er das Reisestipendium des Deutschen Archäologischen Instituts.
1965 zog Werckmeister in die Vereinigten Staaten und lehrte dort Kunstgeschichte an der University of California, Los Angeles. 1981/82 erhielt er ein Guggenheim-Stipendium. Von 1984 bis 2001 war er Mary Jane Crowe Distinguished Professor of Art History an der Northwestern University in Evanston (Illinois). Er war Gastprofessor an den Universitäten Marburg und Hamburg und übernahm Forschungsaufträge für das Londoner Warburg Institute und das Deutsche Archäologische Institut. Er wurde auch als Essayist und durch Vorträge bekannt.
Zu Beginn seiner Karriere befasste sich Otto Karl Werckmeister mit mittelalterlicher Buchmalerei und den dazugehörigen Bucheinbänden. Sein kunstgeschichtlicher Ansatz ist vom Marxismus geprägt; sein Essay über die politische Ideologie des Teppichs von Bayeux gilt als Beispiel hierfür. 1976 gehörte er mit David Kunzle und Timothy J. Clark zu den Gründungsmitgliedern des Caucus for Marxism and Art der College Art Association of America.
In Zitadellenkultur thematisiert Werckmeister die Zitadelle als Metapher für eine Gegenwartskultur, die sich aus dem Wohlstand heraus Krisen zuwendet, aber ihre politische Behebung nicht mehr beabsichtigt, sondern im Gegenteil stabilisierend und normalisierend wirkt. In Linke Ikonen analysiert der Autor fünf Kunstwerke des 20. Jahrhunderts in ihrer Bedeutungsverschiebung vom Revolutionären hin zur Verklärung und Funktionalisierung.
In seinem Buch, Der Medusa-Effekt, beschäftigt sich Werckmeister mit der politischen Bildersprache nach den Anschlägen vom 11. September 2001 und in der fotografischen Kriegsberichterstattung. Neue elektronische Bildverarbeitungs- und Verbreitungsverfahren verändern Werckmeister zufolge die Wirkung von Bildern auf den Betrachter, indem sie die Realität nicht lediglich verzeichnen, sondern selbst auf sie einwirken.
Ab 2001 lebte Werckmeister wieder in Berlin. Beiträge von ihm erschienen seitdem im Feuilleton der Frankfurter Allgemeinen Zeitung. Werckmeister veröffentlichte 2006 einen Artikel unter dem Titel The Political Confrontation of the Arts: From the Great Depression to the Second World War, 1929–1939 und brachte 2020 unter diesem Titel ein umfangreiches Buch heraus.
Otto Karl Werckmeister war von 1965 bis 1983 mit der 1944 geborenen María Eugenia Lacarra verheiratet. Er verstarb am 7. Juni 2023 im Alter von 89 Jahren.

## Schriften (Auswahl)
- Der Deckel des Codex aureus von St. Emmeram. Ein Goldschmiedewerk d. 9. Jh. Dissertation. 1958. Baden-Baden, Strasbourg 1963.
- Irisch-northumbrische Buchmalerei des 8. Jahrhunderts und monastische Spiritualität. De Gruyter, Berlin 1967.
- Ende der Ästhetik. S. Fischer Verlag, Frankfurt am Main 1971, ISBN 3-10-091101-6.
- Ideologie und Kunst bei Marx u[nd] a[ndere] Essays. S. Fischer Verlag, Frankfurt am Main 1974, ISBN 3-10-091101-6.
- The political ideology of the Bayeux Tapestry. In: Centro Italiano di Studi sull'Alto Medioevo (Hrsg.): Studi medievali (3ª serie). Band 17. Spoleto 1976, S. 535–595 (englisch).
- Versuche über Paul Klee. Syndikat Verlag, Frankfurt am Main 1981, ISBN 3-8108-0156-9.
- The Making of Paul Klee’s career. 1914–1920. University of Chicago press, Chicago 1989 (eingeschränkte Vorschau in der Google-Buchsuche).
- Zitadellenkultur. Die schöne Kunst des Untergangs in der Kultur der achtziger Jahre. Hanser Verlag, München, Wien 1989, ISBN 3-446-15164-8.
- Linke Ikonen: Benjamin, Eisenstein, Picasso – nach dem Fall des Kommunismus. Hanser Verlag, München, Wien 1997, ISBN 3-446-19136-4.
- Der Medusa-Effekt. Politische Bildstrategien seit dem 11. September 2001. Form und Zweck Verlag, Berlin 2005, ISBN 3-935053-04-5.
- Das surrealistische Kriegsbild bei Max von Moos. Edition Voldemeer, Zürich 2005, ISBN 3-211-25962-7.
- The Political Confrontation of the Arts in Europe from the Great Depression to the Second World War. Heidelberg 2020, ISBN 978-3-948466-22-0, doi:10.11588/arthistoricum.649.